# Yunjia Zhang
Yunjia Zhang, född 14 september 2007 i Shanghai i Kina, är en kanadensisk fäktare som tävlar i florett.

## Karriär
Zhang är född i Shanghai i Kina och började med fäktning som nioåring. Som 12-åring flyttade hon med sin familj till Toronto i Kanada. Zhang började tävla internationellt för Kanada i november 2022 då hon som 15-åring deltog i en tävling i världscupen för juniorer.
I april 2023 tog Zhang brons individuellt i florett vid junior-VM 2023 i Plovdiv. I juni samma år tog hon guld tillsammans med Sabrina Fang, Jessica Guo och Eleanor Harvey i lagtävlingen i florett vid panamerikanska mästerskapen 2023 i Lima.
I april 2024 tog Zhang brons individuellt i florett vid kadett-VM 2024 i Riyadh och blev uttagen i Kanadas lag till olympiska sommarspelen 2024 i Paris. I juni samma år tog hon silver tillsammans med Sabrina Fang, Jessica Guo och Eleanor Harvey i lagtävlingen i florett vid panamerikanska mästerskapen 2024 i Lima. Vid olympiska sommarspelen 2024 tävlade Zhang både individuellt i florett samt i lagtävlingen i florett tillsammans med Jessica Guo och Eleanor Harvey. Individuellt inledde hon med att besegra kinesiska Chen Qingyuan men blev sedan utslagen i åttondelsfinalen av ungerska Flóra Pásztor. I lagtävlingen slutade Kanada på fjärde plats efter en förlust mot Japan i bronsmatchen.
Vid panamerikanska mästerskapen 2025 i Rio de Janeiro tog Zhang silver tillsammans med Eleanor Harvey, Savannah Locke och Nadia Hayes i lagtävlingen i florett.